# Basyūn
Basyūn es un distrito de la gobernación de Occidental, Egipto. Se encuentra ubicado al norte del país, en el delta del Nilo, a unos 90 kilómetros de El Cairo y a unos 120 kilómetros de Alejandría. Cubre un área de 157.5 km².

## Demografía
En julio de 2017 tenía una población estimada de 297 379 habitantes.Para 2023, esta estimación ascendió a 320056 habitantes, con una densidad poblacional de 2,032 hab/km². 